# Balatongyörök
Balatongyörök [ˈbɒlɒtonɟørøk] ist eine Gemeinde am Nordwestufer des Plattensees (Balaton) im Komitat Zala in Ungarn. Balatongyörök liegt an der E71, etwa 8 Kilometer östlich der Stadt Keszthely und 20 Kilometer vom Flughafen Sármellék. Auf einer Fläche von 37,59 km² leben fast 1100 Einwohner (Stand: 2011).

## Geschichte
Ursprünglich bestand der Ort nur aus der Balaton-Straße am See und hatte bereits um die Jahrhundertwende 1900 erste Badetouristen. Der gepflegte, grüne und in ruhigem Gebiet gelegene Ort besitzt heute noch die traditionellen Häuser, vor allem in der Kossuth Lajos utca. Balatongyörök war vom 19. bis über die Mitte des 20. Jahrhunderts ein bevorzugter Ort für Künstler und andere Prominente. Aus dieser Zeit stammt auch die Villenstraße Petőfi Sándor utca, eine Lindenallee, die um 1910 angelegt wurde. Der am östlichen Ortsrand gelegene Aussichtspunkt „Szepkilato“ bietet wohl einen der schönsten Blicke über den Balaton.

## Sehenswürdigkeiten
Der Ort verfügt über einen kleinen Bahnhof sowie einen Badestrand und ist durch seine Mole mit Schiffsanlegestelle an die regelmäßige Schiffsverbindungen auf dem Balaton angebunden. Östlich des Ortes liegt ein Golfplatz. Der Balaton-Radweg verläuft durch den Ort.
Drei Kilometer westlich von Balatongyörök, auf dem 134 Meter hohen Sankt-Michael-Hügel wurde, einer Sage nach, als Dank der Rettung im Jahre 1739 von 40 Fischern aus dem eiskalten Balaton, von diesen eine Votivkapelle errichtet.

## Galerie

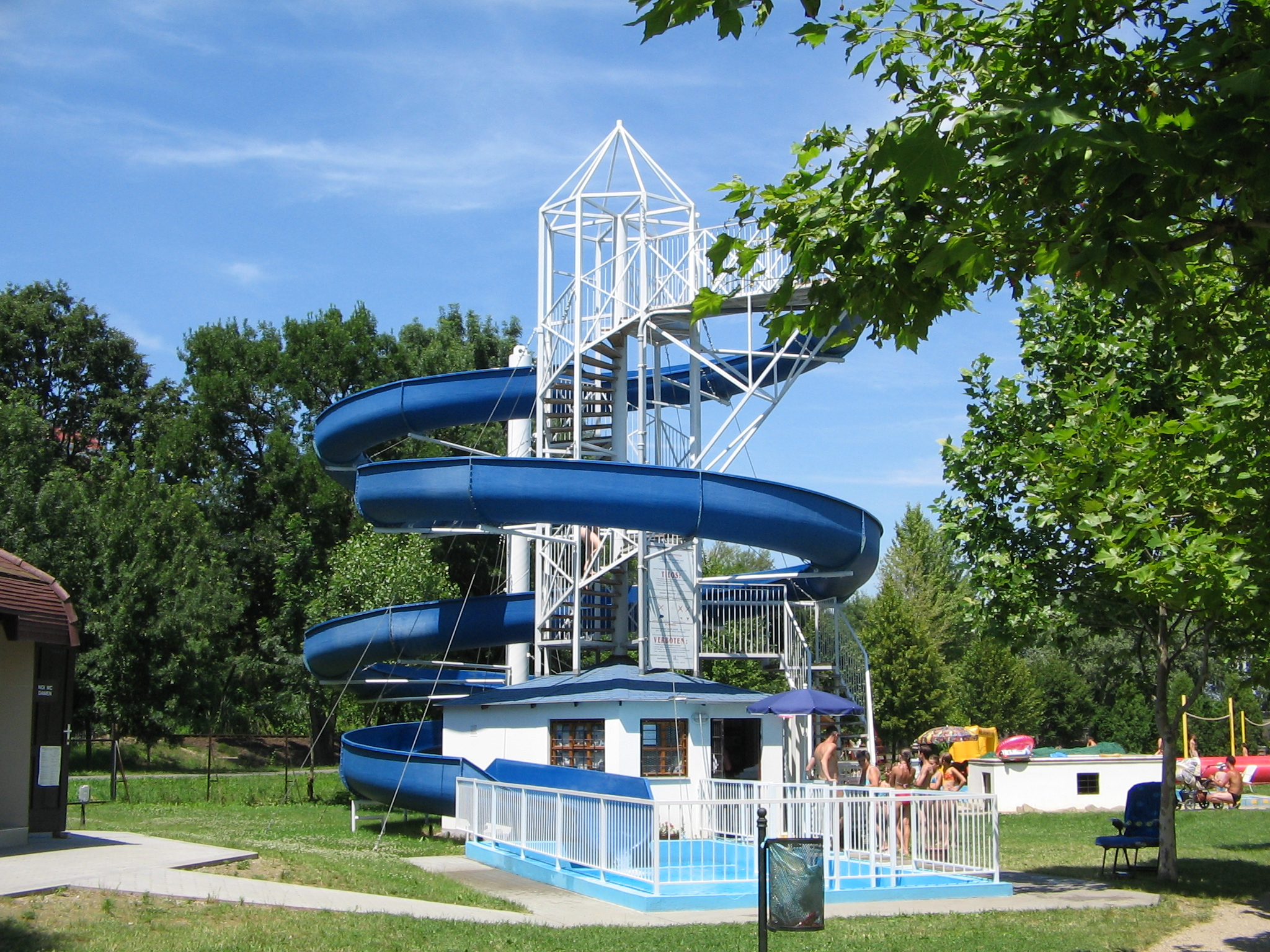
Wasserrutschbahn am Strand von Balatongyörök
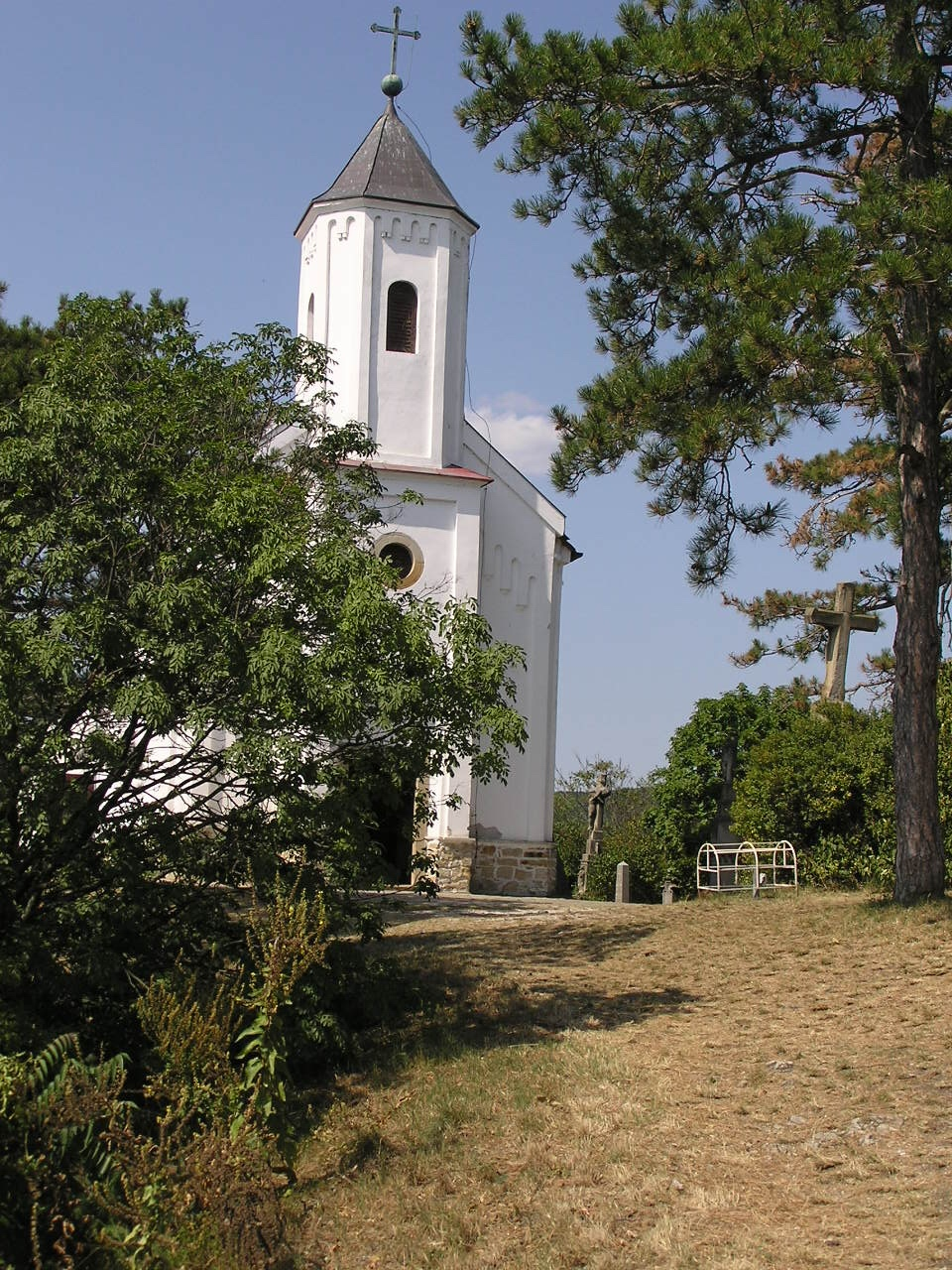
Katholische Kirche auf dem nahegelegenen Sankt-Michael-Hügel
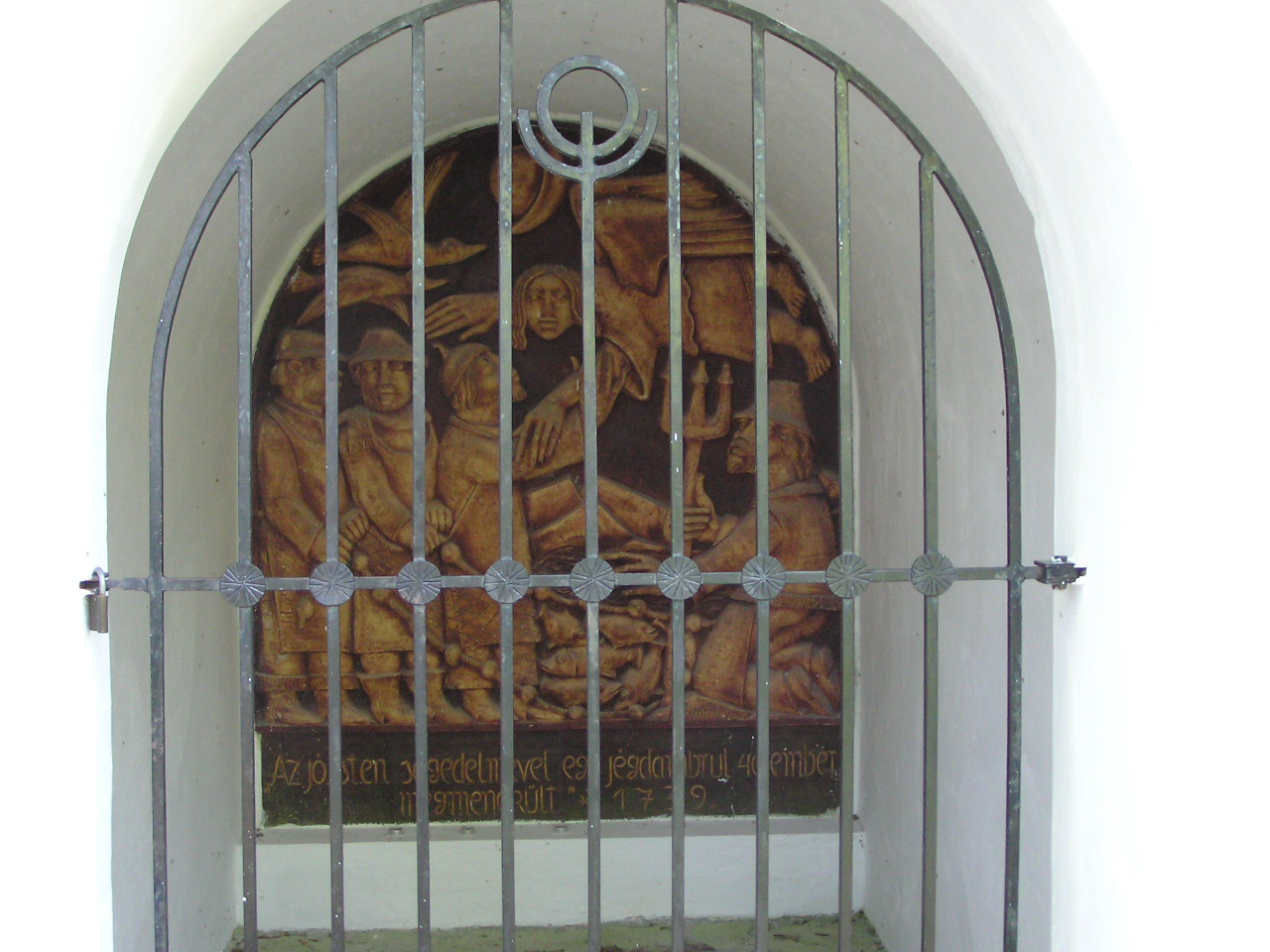
Gedenktafel für die Rettung der 40 Fischer
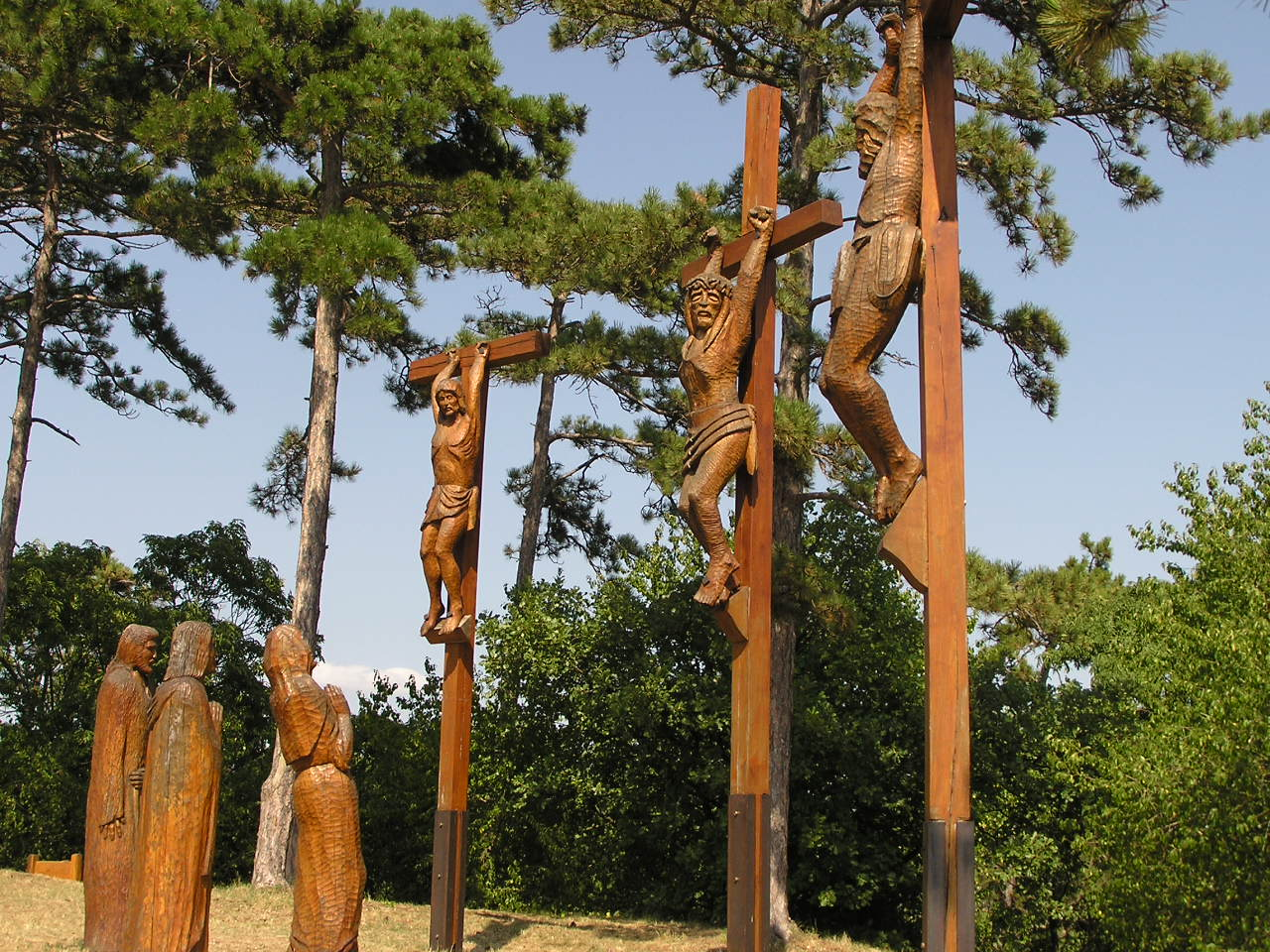
Die Kreuzigung, dargestellt auf dem Sankt-Michael-Hügel
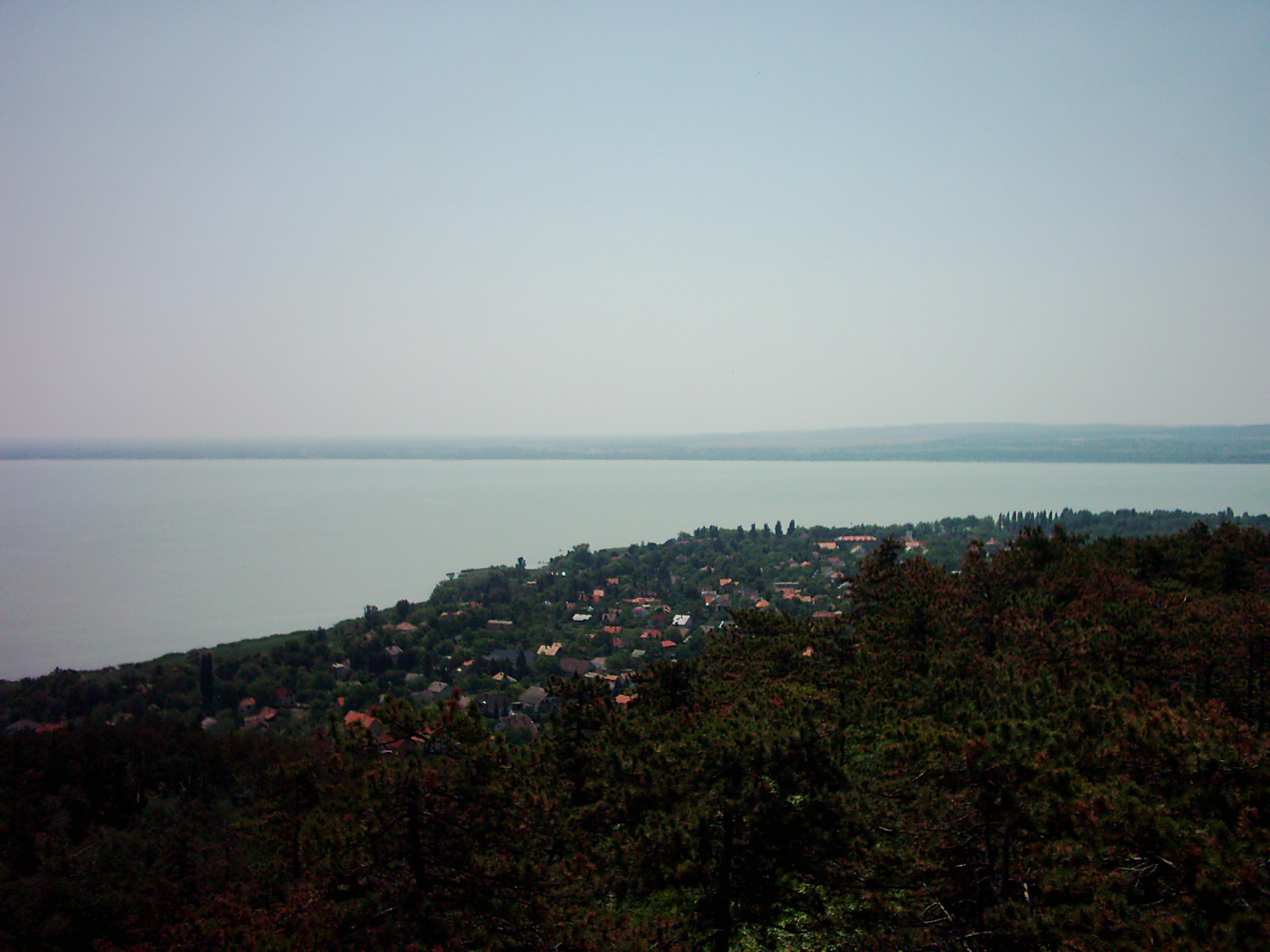

## Gemeindepartnerschaften
Balatongyörök unterhält drei Gemeindepartnerschaften:
- Ghelința, Rumänien
- Uetze, Deutschland, seit 2004
- Piwniczna-Zdrój, Polen